# Schildläuse

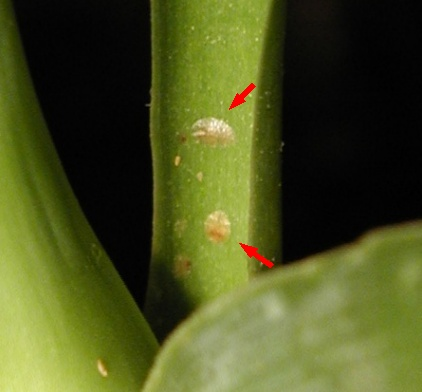
Schildläuse

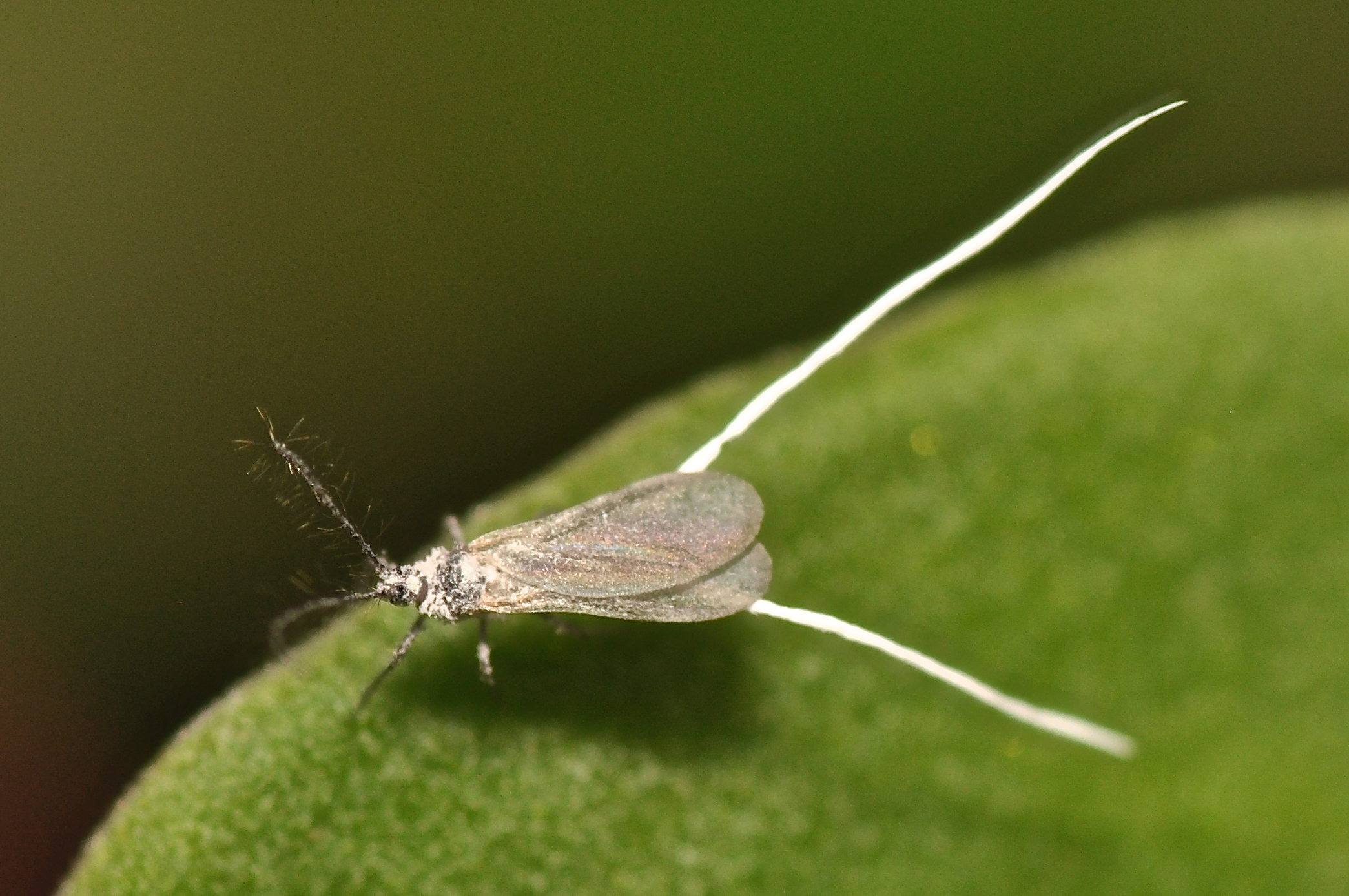
Männliche Schildlaus

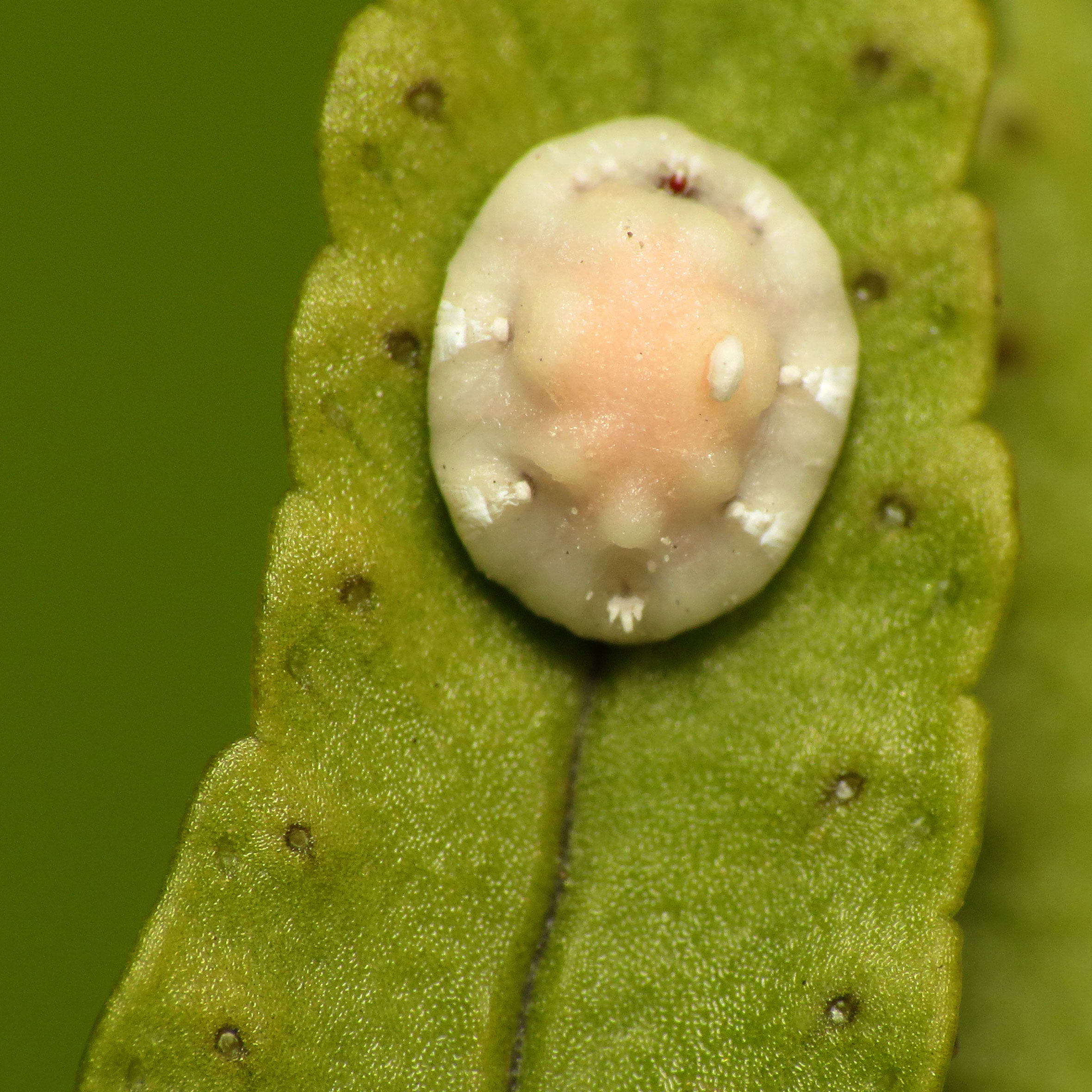
Weibliche Schildlaus

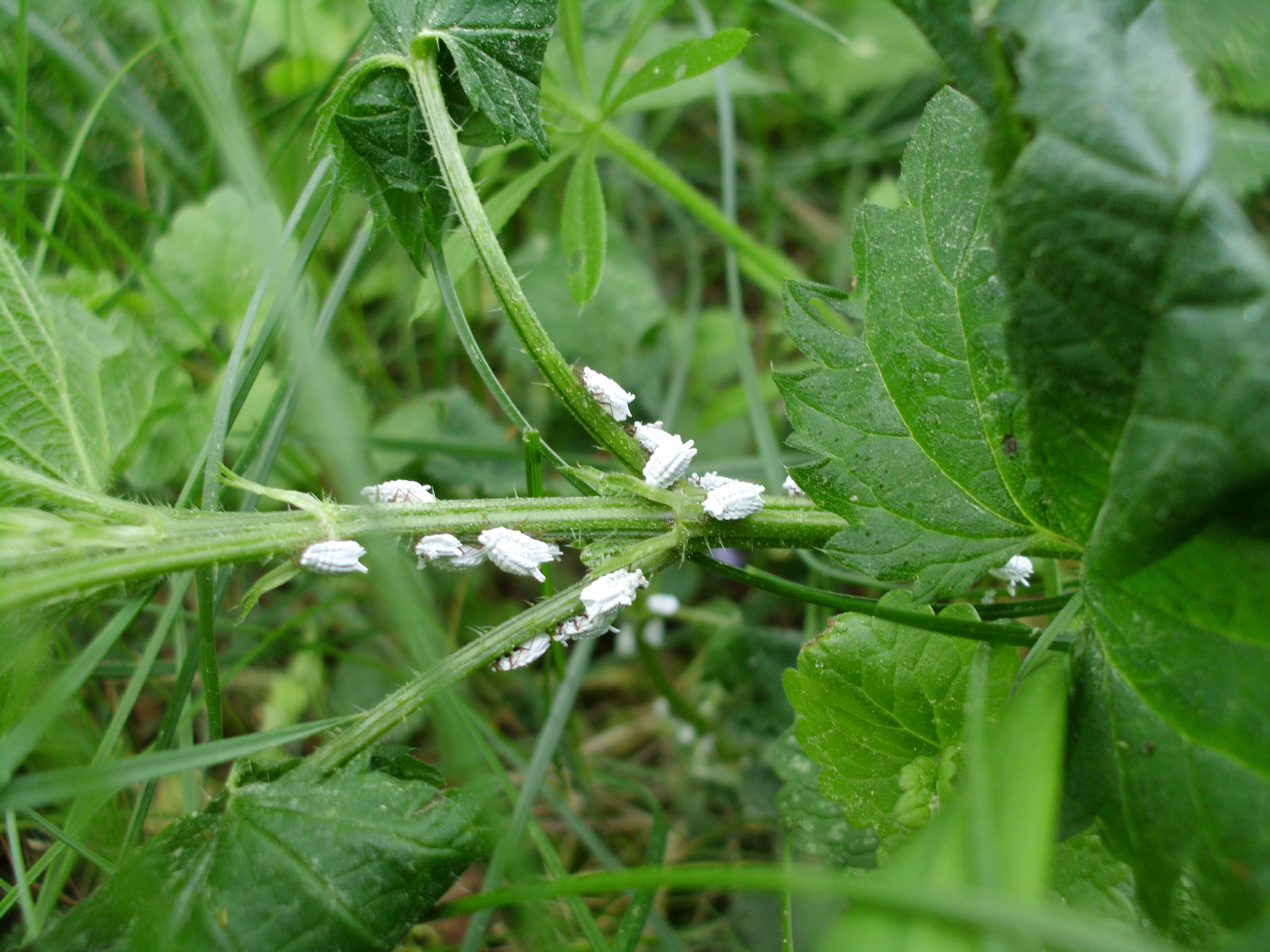
Röhrenschildläuse (Orthezia urticae) an einer Brennnessel

Die Schildläuse oder Coccoidea sind eine Überfamilie der Insekten und gehören zu den Pflanzenläusen (Sternorrhyncha). Von den bekannten 3000 Arten leben in Mitteleuropa über 150 und 153 auch in Deutschland. Die Körperlänge der Tiere beträgt zwischen 0,8 und 6 mm, die größte Art Aspidoproxus maximus kann bis zu 38 mm lang werden. Alle Schildläuse ernähren sich von Pflanzensaft und gelten aus diesem Grund häufig als Schädlinge. Ein typisches Beispiel für das Schadverhalten ist die Buchenwollschildlaus.
Die männlichen Schildläuse sind in der Regel geflügelt. Dabei sind die Hinterflügel zu Schwingkölbchen umgewandelt, außerdem besitzen sie keine Mundwerkzeuge und nehmen entsprechend auch keine Nahrung auf.
Die Weibchen leben meist in großen Kolonien auf verschiedenen Pflanzenteilen. Ihr Körper ist schildförmig und häufig in eine Kapsel eingeschlossen, bei vielen Arten sind die Weibchen vollkommen bewegungsunfähig. Der lange Stechrüssel wird in die Pflanze eingestochen. Oft sind die Schildlausweibchen auch von einem Wachssekret überzogen. Parthenogenese kommt bei Schildläusen vor, die erste Larve ist beweglich und setzt sich sehr schnell fest. Die Weibchen legen unter ihrem Schild riesige Mengen an Eiern ab.
Die Junglarven schlüpfen etwa ab Juli und wandern dann auf Blätter und junge Triebe. Durch die Saugtätigkeit kommt es während des Sommers zu Honigtaubildung.
Aus Schildläusen kann der Farbstoff Karmin gewonnen werden.

## Systematik der Schildläuse
Schildläuse sind auch in Mitteleuropa durch eine Reihe von Taxa mit Familienrang vertreten.
- Schildläuse
  - Deckelschildläuse – Diaspididae
  - Pockenläuse – Asterolecaniidae
  - Röhrenschildläuse – Ortheziidae
  - Höhlenschildläuse – Margarodidae
  - Napfschildläuse – Coccidae
  - Eichennapfläuse – Kermesidae
  - Schmier- und Wollläuse – Pseudococcidae

## Verbreitung
Vor allem im Winter und Frühjahr.
Auf verschiedenen Zimmerpflanzen, meist an den Blattunterseiten, den Blattadern und den Ästen.
Häufig an: Palmen, Oleander, Ficus, Orchideen, Aralien. Sie befallen gerne Farne und hartlaubige Gewächse wie Zitruspflanzen oder Lorbeer.
Da eine erwachsene Schildlaus ihren Standort in der Regel beibehält, ist sie auf eine gute Tarnung angewiesen. Meist lebt sie deshalb auf Blattunterseiten oder auf Ästen und ist farblich ihrer Umgebung angepasst. Man erkennt das Vorhandensein von Schildläusen oft erst an deren klebrigen Ausscheidungen als Tropfen auf Blättern und am Boden oder am Auftauchen von Ameisen.

## Ernährung
Schildläuse ernähren sich hauptsächlich von im Pflanzensaft vorhandenen Proteinen. Da Pflanzensaft – abgesehen von Wasser – aber hauptsächlich Zucker enthält, scheiden manche Napfschildlausarten den Überschuss als klebrig-klare Honigtautropfen wieder aus. Damit die Laus dabei nicht selbst verklebt, schleudert sie die Tropfen von sich weg.

## Schildläuse als Schädlinge
Einige Schildlausarten gehören zu den wirtschaftlich wichtigsten Schädlingen in der Landwirtschaft. Beispielsweise sind die Ananasschmierlaus (Dysmicoccus brevipes) und Dysmicoccus neobrevipes zwei der Hauptschädlinge an Ananaspflanzen, Asterolecanium coffeae ist einer an Kaffee und die Australische Wollschildlaus (Icerya purchasi) ist es an Zitrusfrüchten.
Neben Blattläusen und Weißen Fliegen gehören Schildläuse zu den häufigsten Schädlingen an Zimmerpflanzen. Sie entziehen der Pflanze Nährstoffe. Durch den ausgeschiedenen Honigtau einiger Napfschildlausarten und die nachfolgende Bildung von Rußtaupilz wird die Photosynthese beeinträchtigt. Deckelschildläuse geben giftige Stoffe in die Pflanzen ab. All dies hemmt das Wachstum der Pflanze und trägt im Extremfall zum Absterben des Wirtes bei.
Honigtau kann für den Menschen störend sein: In Wohnungen verklebt er Böden, Möbel und Fenster, im Freien Autoscheiben. Im Weinbau kann er den Geschmack des Weines beeinträchtigen.

### Ursache eines Befalls
Die Ursache eines Schildlausbefalls liegt meistens bei den ungünstigen Rahmenbedingungen der Pflanze. Die Schildläuse stellen also meist nur das Symptom dar. Schildläuse befallen gerne geschwächte und mit Stickstoff überdüngte Pflanzen. Im Winter bekommen viele Zimmerpflanzen zu wenig Licht und stehen sehr warm. Hierdurch verändert sich die Zusammensetzung des Pflanzensaftes und bietet günstige Bedingungen für eine schnelle Vermehrung der Tiere.

### Vorbeugung und Bekämpfung
Als verbessernde Maßnahme sollen in erster Linie die Standortbedingungen der Pflanze und damit die Gesundheit der Pflanze verbessert werden: Hellerer, kühlerer Standort mit hoher Luftfeuchtigkeit. Der Boden soll gelockert, gemulcht und mit Kompost aufgelockert werden. In Flächenkulturen soll unbedingt die Fruchtfolge und Mischkultur beachtet werden.
Bei schwachem Befall an Einzelpflanzen reicht das Abwischen der Tiere von den Pflanzen mit einem befeuchteten Lappen oder einer Bürste. Besonders schonend und effizient ist das Abduschen mit einem starken Wasserstrahl. Im Frühjahr die Stammmütter zerdrücken.
Die Anwendung von Wasserlösungen mit Schmierseife oder Spülmittel sind oft erfolgreich. Generell setzen Netzmittel die Oberflächenspannung herab, die normalerweise dafür sorgt, dass Wasser nicht in die Atemöffnungen von Insekten eindringen kann. Netzmittel schädigen auch andere Insekten. Die Verwendung von Netzmitteln ist daher im Freiland eingeschränkt.
Bei stärkerem Befall und in Flächenkulturen können ölhaltige Schädlingsbekämpfungsmittel eingesetzt werden. Aus ökologischen Gründen sind Präparate auf Pflanzenölbasis gegenüber denen auf Mineralölbasis zu bevorzugen. Die Öle hüllen die Schädlinge ein und verschließen die Atemöffnungen, sodass diese ersticken. Unter extremen Umständen kann auf Dimethoat (Präparate zum Beispiel Bi 58, Perfekthion, Rogor usw.) als systemischem Pflanzenschutzmittel zurückgegriffen werden.
Bei der Anwendung von Pflanzenschutzmitteln ist die Zulassung des Bundesamtes für Verbraucherschutz und Lebensmittelsicherheit zu beachten.
Gegen Schildläuse gibt es zudem verschiedene Nützlinge, die auf jeweils eine Lausart spezialisiert sind. So ist zum Beispiel gegen Woll- und Schmierläuse im Gewächshaus und Wintergarten der Einsatz australischer Marienkäfer möglich. Weitere natürliche Feinde der Schildlaus sind: Florfliegen, Schwebfliegen, Schlupfwespen, Raubwanzen, Ohrwürmer und Gallmücken. Die genaue Artenbestimmung der Schildläuse durch eine Fachperson wird deshalb empfohlen.

## Schildläuse als Nützlinge oder Symbionten
Oft wird verkannt, dass Schildläuse nicht nur Schädlinge, sondern auch Nützlinge sind. Teilweise gehen sie Symbiosen ein mit anderen Tieren oder sogar auch mit dem Menschen.

### Schildläuse als Farbstoff
Die Herstellung des intensiv-roten Farbstoffes Kermes aus Schildläusen ist seit der Antike bekannt und war zeitweise von hoher ökonomischer Bedeutung. Im Mittelmeerraum wurde dafür die auf Wurzeln immergrüner Eichen lebende Art Kermes vermilio verwendet. Porphyrophora polonica diente im Mittelalter in Osteuropa als günstigerer Ersatz für Karminrot. Seit der Entdeckung Amerikas wurden beide weitgehend von Cochenille (echtes Karmin), dem Farbstoff der amerikanischen, nur auf dem Feigenkaktus Opuntia ficus-indica lebenden Dactylopius coccus verdrängt, sie war schon den Azteken bekannt. Der Farbstoff war zeitweise (nach den Edelmetallen Gold und Silber) das drittwichtigste Importgut aus der Neuen Welt; irrtümlich wird stattdessen oft die Art Protortonia cacti (unter ihrem alten Synonym Coccus cacti) als Erzeuger angegeben. Seltener wurde auch die in der Kaukasusregion lebende Porphyrophora hamelii oder die ostasiatische Lackschildlaus Kerria lacca (→Färberlack) eingesetzt. Als Lebensmittelfarbstoff E 120 wird Karmin/Koschenille vor allem in bunten Bonbons verwendet, zudem auch in Marmeladen, Süßwaren und alkoholischen Getränken. Bei in Deutschland erhältlichem Campari ist es jedoch seit einiger Zeit nicht mehr enthalten.

### Nutzung als Lack
Die in Süd- und Südostasien beheimatete Lackschildlaus (Kerria lacca) liefert den Schellack. Die wohl berühmteste Anwendung sind die Schellack-Schallplatten in der ersten Hälfte des 20. Jahrhunderts und das Haarspray. Heute wird es in der Möbelpflege und im Möbelbau, im Musikinstrumentenbau speziell für Geigen und in der Lebensmittelindustrie als Überzugsmittel E 904 zum Beispiel von Schokoladendragees verwendet.

### Nutzung von Wachs
Die männlichen Larven der chinesischen Wachsschildläuse Ericerus pela produzieren China- oder Pelawachs. Ein ähnliches Wachs wird auch von den Larven der indischen Wachsschildlaus Ceroplastes ceriferus (Syn.: Coccus ceriferus) (Indische Wachsschildlaus) abgeschieden. Sowie von weiteren Ceroplastes-Arten (z. B. Ceroplastes irregularis). Hier scheiden sowohl männliche als auch weibliche Larven das Wachs ab. Auch die in Südamerika beheimatete Llaveiella taenechina (Syn.: Coccus Axin) liefert Axinwachs.

### Nutzung des Honigtaus
- Ameisen: Ihnen dient der Honigtau als Nahrung. Sie melken die Läuse buchstäblich, beschützen diese und tragen zur örtlichen Ausbreitung der Jungläuse bei.
- Wespen: Sie nutzen den kohlenhydratreichen Honigtau als Nahrung. Sie tragen zur Bestäubung der Wirtspflanze bei.
- Bienen: Sie sammeln Honigtau und machen daraus Waldhonig, auch Honigtauhonig genannt.
- Menschen: Die Beduinen verarbeiteten schon in biblischen Zeiten den Honigtau hauptsächlich der auf Tamarisken lebenden Sinai-Schildlaus Trabutina mannipara zu Manna und verkauften ihn als Süßmittel.[9][10][11]
- Pflanzen: Einige Wirtspflanzen profitieren von dem auf dem Honigtau wachsenden Schimmelpilz insofern, indem dieser sie vor dem Bewuchs durch Schmarotzerpflanzen schützen kann, wie zum Beispiel Lianen.

### Schildläuse als Nahrung
Vögel und Insekten: Verschiedene Vogel- und Insektenarten haben Schildläuse auf ihrem Speiseplan. Sie spielen somit bei der Bekämpfung von Schildläusen eine Rolle, siehe oben. Manche Schildlausarten hingegen haben dagegen einen Schutz gefunden: Wegen ihrer bitteren Körperflüssigkeit werden sie von ihren Feinden gemieden.

### Nutzung in der Homöopathie
In der klassischen Homöopathie wird die Schildlaus Coccus cacti zur Herstellung von Globuli verwendet. Das Mittel wird eingesetzt gegen Spastischen Husten, Keuchhusten und Asthma. Eine über den Placeboeffekt hinausgehende Wirkung ist – wie allgemein bei homöopathischen Präparaten – nicht nachgewiesen.

## Fossile Belege
Schildläuse kommen insbesondere als Einschlüsse im Baltischen Bernstein artenreich vor, sind aber auch in kreidezeitlichem und tertiärem Bernstein anderer Lagerstätten nachgewiesen. Ansonsten sind Fossilien dieser Insektengruppe äußerst selten. Als ältester Beleg gilt ein Fund aus der Obertrias (Rhät) oder dem Unterjura Kirgisistans (Familie Mesococcidae). Als ältester Beleg für Brutpflege einer Schildlaus (Wathondara kotejai) gilt ein Fund in kreidezeitlichem Birmit.